# Thuriaans continent
Het Thuriaans continent is een fictieve wereld uit de Conan-boeken van de Amerikaanse schrijver Robert E. Howard.

## Ligging
Howard bedacht voor Conan een fictieve wereld die losjes gebaseerd was op het Euraziatisch en Afrikaans continent van 12.000 jaar geleden. In deze tijd, die hij het Hyboriaans tijdperk noemde, staan de Middellandse Zee en de Zwarte Zee droog. De Kaspische Zee is daarentegen veel groter en heet Vilayet Zee. De Britse eilanden zijn verbonden met het Europese vasteland en een groot deel van de Noordzee is land. De Nijl loopt tot aan de Atlantische Oceaan en westelijk Afrika staat onder water. Grote delen van het noorden liggen onder een permanente ijslaag.

## Etymologie
De landen op het Thuriaans continent noemde Howard naar diverse hedendaagse of vroegere landen of plaatsen. Zie de vergelijkingstabel hieronder voor de belangrijkste landen:
| Land, gebied           | Komt overeen met |
| ---------------------- | --- |
| Afghulistan            | Afghanistan. Afghuli is de verzamelnaam van de stammen in de Himelische bergen. De naam is een combinatie van Gulistan en Afghanistan.          |
| Aquilonië              | Het Karolingische Rijk (rijk in middeleeuws Frankrijk, Italië en Duitsland). De naam is afgeleid van de oude stad Aquilonia in Zuid-Italië.     |
| Argos                  | Diverse zeevarende volken rond de Middellandse Zee. De naam komt van de stad Griekse stad Argos, de waarschijnlijk oudste stad van Griekenland. |
| Asgard                 | Zweden. Asgaard is de woonplaats van de goden in de Noordse mythologie.                                                                         |
| Grens-koninkrijken     | Duitse Oostzee-kust. |
| Brythunië              | De continentale thuislanden van de Angelen en Saksen.                                                                                           |
| Cimmerië               | Groot-Brittannië. Cimmerië zou het land zijn waar de Kelten oorspronkelijk vandaan komen.                                                       |
| Corinthië              | Griekenland. De naam komt van de Korinthe, een stad uit de Griekse oudheid.                                                                     |
| Darfar                 | Soedan. De naam komt is gebaseerd op de Soedanese regio Darfoer.                                                                                |
| Gunderland (Aquilonië) | Nederland. De naam is waarschijnlijk afgeleid van de koningsnamen Gundicar of Gunderic.                                                         |
| Hyperborië             | Finland, de Baltische landen en Rusland. Hyperborië was volgens de Griekse geschiedkundige Herodotus een land in het Verre Noorden.             |
| Hyrkanië               | Mongolië en Oekraïne. Hyrkaniërs is een ander woord voor de Scythen.                                                                            |
| Iranistan              | Iran. Istan is het Perzische woord voor land.                                                                                                   |
| Kambuja                | Cambodja. |
| Keshan                 | Nubië. Kesh is Egyptisch voor Nubië, dat zich in Zuid-Egypte en Noord-Soedan bevond.                                                            |
| Khitai                 | China. De naam is gebaseerd op het Engelse woord Cathay.                                                                                        |
| Koth                   | Turkije. De hoofdstad van Koth, Khorshemish is een variatie op de oude hoofdstad van het Hettieten-rijk Karkemish.                              |
| Kush                   | Van het Nubische koninkrijk Koesj. |
| Meru                   | Tibet. In de hindoeïstische mythologie is Meru de berg waar de goden wonen.                                                                     |
| Nemedië                | Duitsland. De naam komt van de Scytische leider Nemed.                                                                                          |
| Ophir                  | Italië. In het Oude Testament was Ophir een goudrijke regio in Arabië of Oost-Afrika.                                                           |
| Picten                 | Schotland. De naam komt van de historische Picten uit Schotland.                                                                                |
| Punt                   | Somalië. Puntland was een handelspartner van de oude Egyptenaren.                                                                               |
| Shem                   | Irak, Syrië, Palestina en Arabië. In het oude testament was Shem de naam van de oudste zoon van Noach.                                          |
| Stygië                 | Egypte. De naam komt van de rivier Styx uit de Griekse mythologie. (Howard veranderde de naam van de Nijl in Styx)                              |
| Turanië                | Turkestan. In het Perzisch betekent Turan Turkestan.                                                                                            |
| Vanaheim               | Denemarken en Noorwegen. Vanaheim of Wanaheim is de woonplaats van de Wanen (vruchtbaarheidsgoden) uit de Noordse mythologie.                   |
| Vindhya                | India. Het Vindhyagebergte is de waterscheiding tussen Noord-India en Zuid-India.                                                               |
| Zamora                 | Roemenië. De naam komt van de Spaanse stad Zamora. (waarschijnlijk heeft Howard Zamora en Zingara door elkaar gehaald)                          |
| Zembabwei              | Zimbabwe. |
| Zingara                | Portugal en Spanje. Zingara is Italiaans voor zigeunervrouw. (waarschijnlijk heeft Howard Zamora en Zingara door elkaar gehaald)                |
| Gebergte               | Komt overeen met |
| De Himelische bergen   | Het Himalaya-gebergte. |
| De Karpash-bergen      | De Karpaten. |
| De Poitaniaanse bergen | De Pyreneeën. |
| Rivier, zee            | Komt overeen met |
| De Styx                | De Nijl |
| Vilayet-zee            | De Kaspische Zee. Vilajet is de naam voor de administratieve regio's tijdens het Ottomaanse Rijk.                                               |
| Zaporoska-rivier       | De Russische rivieren Don en Wolga. De naam is een variatie op Zaporizja Sich, een Kozakken dorp langs de Dnjepr.                               |